# Hilaire Kreins
Hilaire Antoine Kreins (Luxemburg-Stad, 7 december 1805 – Sint-Joost-ten-Node, 17 maart 1862) was een Belgisch lithograaf, schilder en tekenaar. Hij werd geboren in Luxemburg en verhuisde in de jaren 1820 naar België.

## Leven en werk
Hilaire Kreins werd geboren in de stad Luxemburg als een zoon van Hubert Kreins, afkomstig uit het Belgische Sankt Vith, en Marguerite Schmitt. Toen Johannes Immerzeel voor de samenstelling van zijn naslagwerk De levens en werken der Hollandsche en Vlaamsche kunstschilders, beeldhouwers, graveurs en bouwmeesters aan Kreins vroeg van wie hij zijn artistieke opleiding had gekregen, gaf hij aan geen leermeester te hebben. Volgens Herr was hij een leerling van Pierre-François Maisonnet en E. Bogaert. Hij was nog geen 16 toen hij in 1821 een aanstelling kreeg als ondermeester aan de armenschool voor jongens in Luxemburg-Stad. In 1830 werd hij eerste graveur bij het Depot van Oorlog in Brussel.
Kreins vervaardigde onder meer landschappen en figuurvoorstellen en illustreerde de fabels van Jean de La Fontaine en andere verhalen. Hij werkte een aantal malen samen met Jean-Baptiste Madou.

## Enkele werken

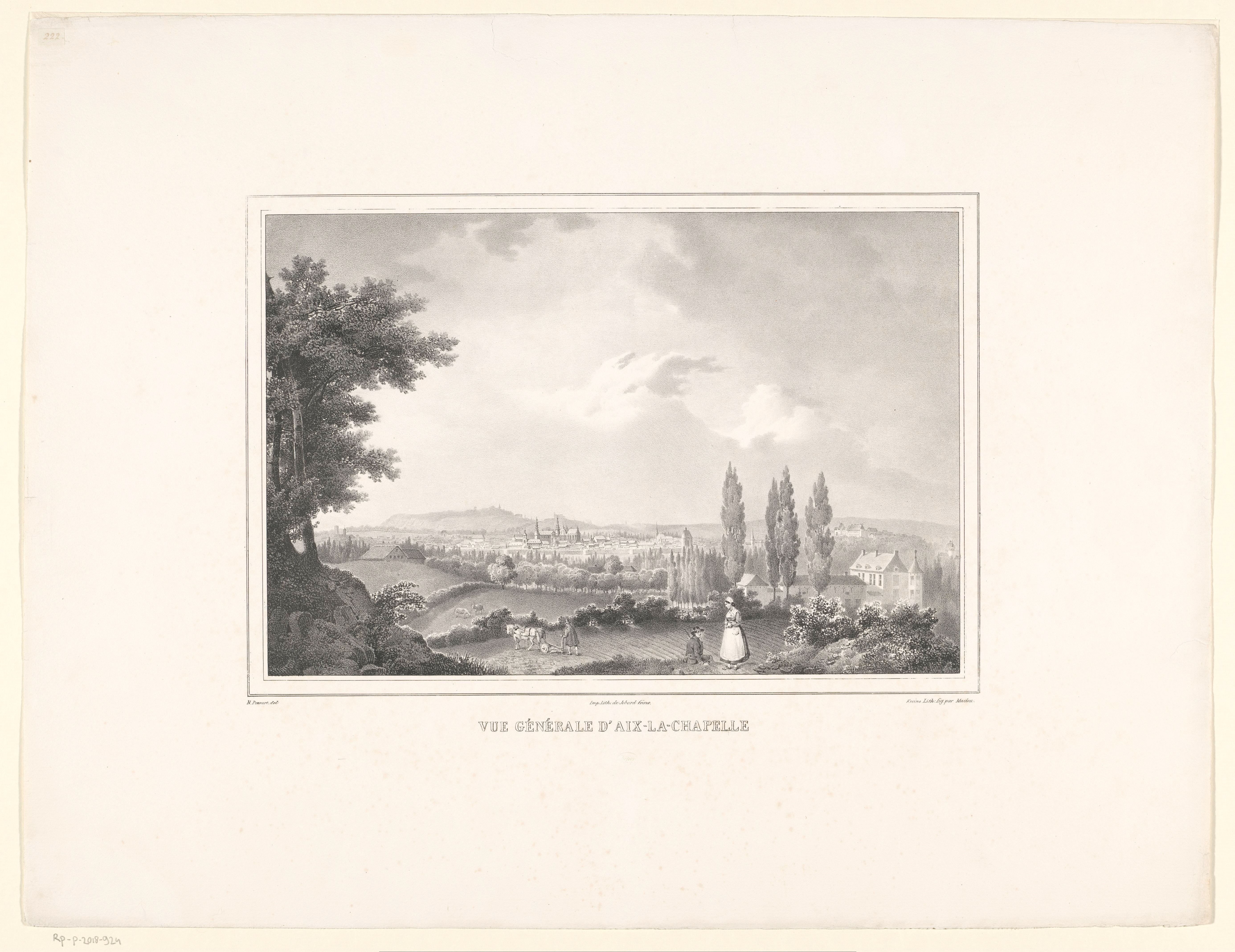
Vue générale d'Aix-la-Chapelle (1829), met Madou, naar Jean Nicolas Ponsart
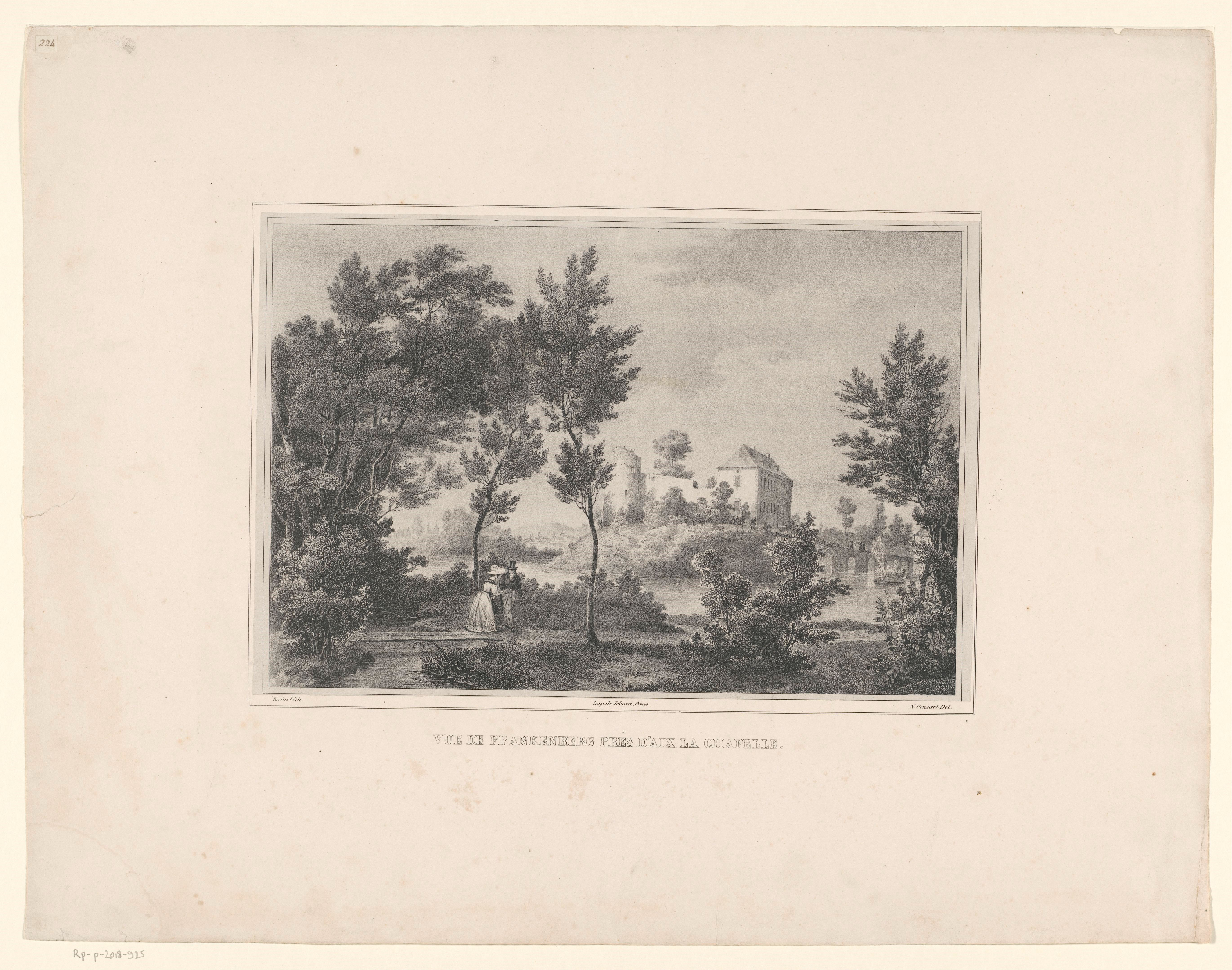
Vue de Frankenberg prés d'Aix la Chapelle (1829), naar Jean Nicolas Ponsart
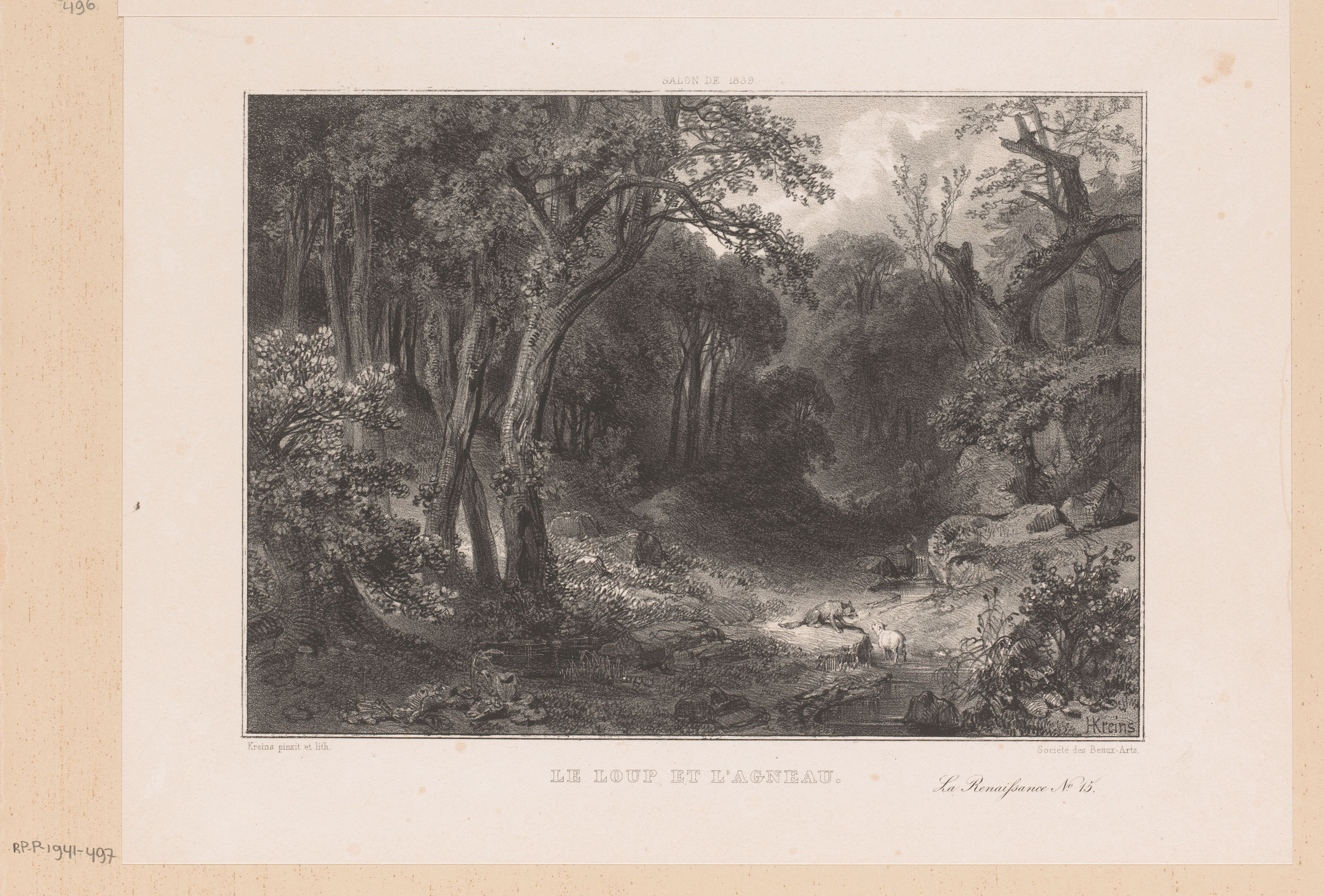
Le loup et l'agneau (1839-1840)
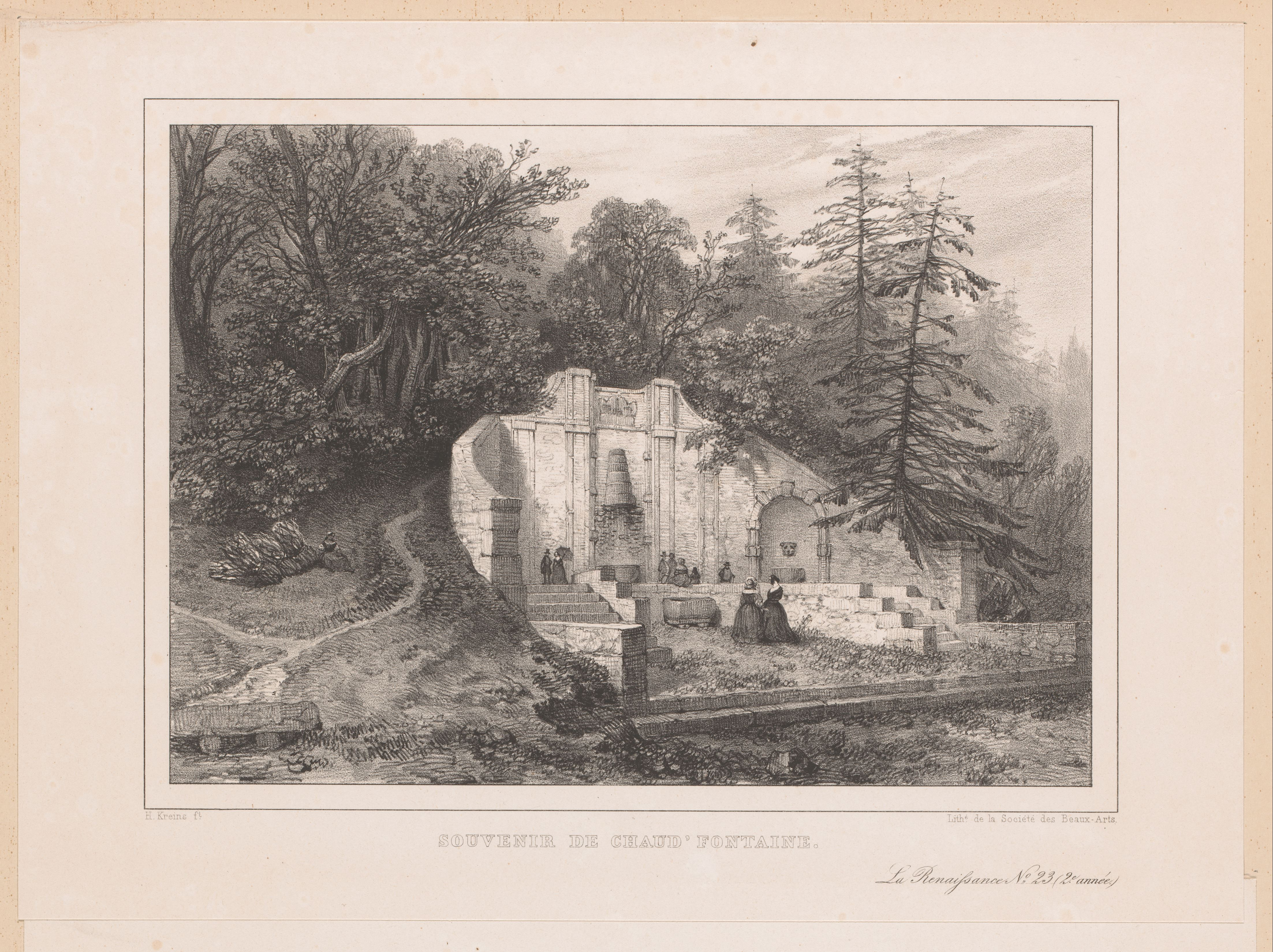
Souvenir de Chaud Fontaine (1840-1841)

- Gemeinsame Normdatei: 13328879X
- International Standard Name Identifier: 0000 0000 1986 9583
- Library of Congress Control Number: n2020031260
- Musée national d'archéologie, d'histoire et d'art: lkl000126
- RKD-Nederlands Instituut voor Kunstgeschiedenis: 46374
- Système universitaire de documentation: 080107796
- Virtual International Authority File: 70114859